# Шеффілд (Огайо)
Шеффілд (англ. Sheffield) — селище (англ. village) в США, в окрузі Лорейн штату Огайо. Населення — 4135 осіб (2020).

## Географія
Шеффілд розташований за координатами 41°27′25″ пн. ш. 82°5′38″ зх. д. / 41.45694° пн. ш. 82.09389° зх. д. (41.456889, -82.093971).  За даними Бюро перепису населення США в 2010 році селище мало площу 28,08 км², з яких 27,82 км² — суходіл та 0,25 км² — водойми.

## Демографія
Згідно з переписом 2010 року, у селищі мешкали 3982 особи в 1581 домогосподарстві у складі 1160 родин. Густота населення становила 142 особи/км².  Було 1666 помешкань (59/км²).
Расовий склад населення:
| - 89,3 % — білих - 4,0 % — чорних або афроамериканців - 2,7 % — азіатів - 0,3 % — корінних американців - 1,4 % — осіб інших рас |

До двох чи більше рас належало 2,2 %. Частка іспаномовних становила 6,1 % від усіх жителів.
За віковим діапазоном населення розподілялося таким чином: 20,2 % — особи молодші 18 років, 63,6 % — особи у віці 18—64 років, 16,2 % — особи у віці 65 років та старші. Медіана віку мешканця становила 45,2 року. На 100 осіб жіночої статі у селищі припадало 97,4 чоловіків;  на 100 жінок у віці від 18 років та старших — 96,3 чоловіків також старших 18 років.
Середній дохід на одне домашнє господарство  становив 83 339 доларів США (медіана — 71 140), а середній дохід на одну сім'ю — 91 414 долари (медіана — 77 250). Медіана доходів становила 66 016 доларів для чоловіків та 39 107 доларів для жінок. За межею бідності перебувало 3,0 % осіб, у тому числі 1,4 % дітей у віці до 18 років та 0,0 % осіб у віці 65 років та старших.
Цивільне працевлаштоване населення становило 2251 осіб. Основні галузі зайнятості: освіта, охорона здоров'я та соціальна допомога — 22,3 %, виробництво — 21,0 %, науковці, спеціалісти, менеджери — 12,5 %, мистецтво, розваги та відпочинок — 9,6 %.